# بویگ تلکام
بویگ تلکام (انگلیسی: Bouygues Telecom) شرکت مخابرات فرانسوی است، که در سال ۱۹۹۴ توسط شرکت بوویگ تأسیس شد.